# Мамберамо
Мамберамо (англ. Mamberamo, індонез. Sungai Mamberamo) — річка завдовжки 670 км, на острові Нова Гвінея, протікає територією провінції Папуа в Індонезії. Це найширша річка в Індонезії. Впадає в Тихий океан. Має багато приток. Судноплавна на ділянці 240 км від гирла.

## Історія

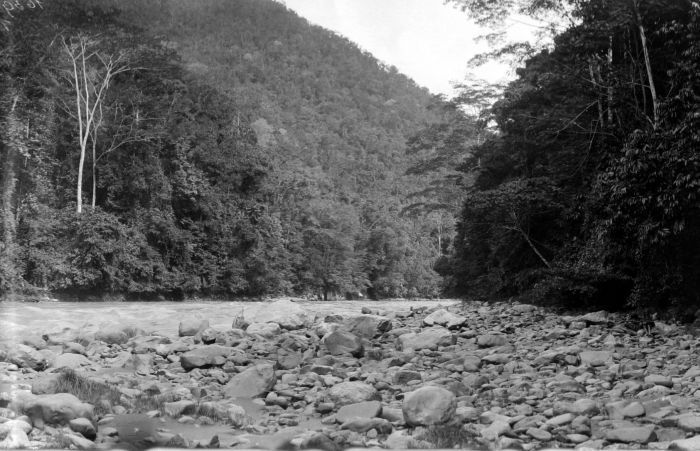
Верхів'ях річки Мамберамо сфотографоване під час Центрально-Північної Ново-Гвінейської експедиції на чолі з Ле Роукс

Відкриття річки Мамберамо є важливою віхою в історії відкриття і вивчення Нової-Гвінеї, тому що іспанський дослідник Іньїго Ортіс де Ретес в липні 1545 року пливучи уздовж північного узбережжя острова, зупинився в гирлі річки Мамберамо, де розбив табір і оголосив цю територію власністю іспанської корони. Сам острів назвав Новою-Гвінеєю через, як йому здалося схожість аборигенів, що населяли береги річки, із жителями Гвінеї в Західній Африці.
Першим європейцем, що в 1883 році піднявся із гирла Мамберамо вгору на веслах, по руслу річки, був голландець доктор Ф. ван Браам Морріс з північних Молуккських островів. Він хотів переконатися, що ця річка придатна для судноплавства пароплавів. У наступному 1884 році Морріс повернувся на пароплаві «Harvik» і проплив 80 км вгору по її руслу.

## Географія
Витік річки утворюється із злиття її верхніх приток, річки Таріку з річкою Тарітату на північних схилах гір Маоке. У верхній течії перетинає заболочену рівнину, тече на північ — північний захід у широкій долині, потім перетинає хребет утворений горами Ван-Різ і Фойя, створюючи при цьому пороги і водоспади. Далі, через кілька десятків кілометрів, повертає і тече в північному напрямку. В нижній течії протікає по болотистій прибережній рівнині і впадає у Тихий океан в північній точці (Point D'Urville), створюючи дельту.
Величезні долини річки є батьківщиною для різних народів, які в своїй більшості раніше не мали контактів із західною цивілізацією. Долини також відомі своїм надзвичайно великим біорізноманіттям. У 1990 році уряд Індонезії планував побудувати велику гідроелектростанцію на Мамберамо, що призвело б до затоплення величезної частини території і як наслідок до непоправної шкоди природі острова Нова-Гвінея. Цей план був відкладений після виникнення індонезійської фінансової кризи в 1998–1999 роках, але є побоювання, що він може знову бути реалізований у майбутньому.
Загальна довжина річки (разом з правою складовою Тарітату — понад 288 км та її складовою Собдер — понад 188 км) становить близько 1175 км. Басейн річки площею 78,992 км² (другий за величиною в Індонезії після річки Мусі на Суматрі), розташований в північній частині провінції Папуа, також поширюється на кілька довколишніх гірських хребтів, в тому числі на Ван-Різ і Фойя, які були місцем недавньої біологічної оцінки, проведеної «Міжнародним товариством збереження природи», «Індонезійського інституту наук» і університету «Cenderawasih» (Порт-Нумбай). Науковий колектив відкрив перший за 60 років новий вид птахів і безліч інших нових рослин і тварин.
Назва «Мамберамо» походить від мови новогвінейських народів дані — mambe означає «великий», а ramo означає «вода». Деякі ізольовані племена живуть у долині річки, багатою біорізноманіттям. Тому Мамберамо називали Амазонкою Папуа. Мамберамо — найбільша за шириною і водним стоком річка Індонезії.

## Міст Мамберамо
Міст Мамберамо є другим за довжиною мостом (235 метрів) в Індонезії після моста Kutai Kartanegara (270 метрів), останній зруйнувався у листопаді 2011 року.